# Säkerhetspolisen
Säkerhetspolisen (Säpo) är en svensk myndighet med polisiära uppgifter inom nationell säkerhet. Fram till 1989 ingick Säkerhetspolisen i Rikspolisstyrelsens säkerhetsavdelning (då benämnd RPS/Säk). Myndigheten är en av Sveriges två operativa polismyndigheter; den andra är Polismyndigheten.
Säkerhetspolisens uppdrag är att skydda Sveriges demokratiska system, medborgarnas fri- och rättigheter samt den nationella säkerheten. Detta omfattar att bekämpa brott mot rikets säkerhet (enligt 18 och 19 kap. Brottsbalken), leda och bedriva polisverksamhet mot terrorism, samt utföra bevaknings- och säkerhetsarbete för centrala statsledningen, statsbesök och annat personskydd.
Säkerhetspolisen är en enrådighetsmyndighet och leds av en säkerhetspolischef som ensam ansvarar inför Sveriges regering. Säkerhetspolischefen utses av regeringen.
Sedan 1 januari 2015 är Säkerhetspolisen en självständig myndighet direkt underställd Justitiedepartementet. Uppgifter och ansvarsområden regleras i förordningen (2022:1719) med instruktion för Säkerhetspolisen.
Från 1 oktober 2022 är Säkerhetspolisen även beredskapsmyndighet och ingår i beredskapssektorn ordning och säkerhet.

## Historik
Den 31 augusti 1914 inrättades för första gången i Sveriges moderna historia en särskild polisstyrka med huvuduppdraget att förhindra brott mot rikets säkerhet. Den nya styrkan tillhörde organisatoriskt Generalstaben och fick namnet Generalstabens första byrå, även kallad Polisbyrån. Föreståndare för byrån var kapten Erik Gustaf af Edholm. Till byrån kommenderades, förutom militär personal, även polismän från Stockholm.
I juli 1939 tillsattes vid Statspolisen en kriminalöverkonstapel och en kriminalkonstapel som fick ren säkerhetstjänst som sin huvudsakliga arbetsuppgift. Vid krigsutbrottet samma år utökades den nu så kallade spionavdelningen till att sysselsätta fyra kriminalöverkonstaplar och 16 kriminalkonstaplar. Avdelningens förste chef blev kriminalkommissarie Erik Lönn. Spionavdelningen kallades formellt för statspolisens tredje rotel. Samtidigt byggdes en ny rotel upp vid Stockholms kriminalavdelning och som kallades sjätte roteln. Även denna skulle syssla med säkerhetsfrågor, men endast inom ramen för sina uppgifter i Stockholm. Spionaget ökade dock kraftigt och sjätte roteln fick även biträda sina kollegor ute i landet. Den 1 september 1939 slogs så de båda avdelningarna ihop under en självständig chef, kriminalintendent Martin Lundqvist. Namnet "Säkerhetspolisen" var dock ett namn som styrkan fick av media. Inom polisen behöll man namnen Statspolisens tredje rotel och Kriminalavdelningens sjätte rotel. Genom att dela in Sverige i så kallade övervakningsdistrikt under respektive landsfogdes ledning gav man verksamheten en nationell prägel. Den 1 juli 1946 upphörde samarbetet och istället fick statspolisintendenten i uppgift att skapa särskilda avdelningar i Stockholm och i landets större städer. Dessa avdelningar skulle bekämpa olovlig underrättelseverksamhet och därmed förknippad brottslighet. Statspolisen avskaffades 1965 i samband med att polisen förstatligades. Den nuvarande organisationen bildades 1 oktober 1989, då man även fick en generaldirektör.

## Organisation

Säkerhetspolisens regionala indelning.

Säkerhetspolisen leds av en verksledning med en generaldirektör, som även är säkerhetspolischef. I verksledningen ingår även en ställföreträdande säkerhetspolischef, chefssekreterare och chefstjänstemän. Organisationens struktur och ansvar regleras i myndighetens instruktion (förordning (2022:1719) med instruktion för Säkerhetspolisen).
Verksamheten är organiserad i tre huvuddelar: verksledning, verksamhetsfunktioner och stödfunktioner samt en regional organisation.

### Verksledning
- Generaldirektör/säkerhetspolischef
- Ställföreträdande säkerhetspolischef
- Chefssekreterare
- Chefstjänstemän

### Verksamhetsfunktioner
- Kontraspionage
- Kontraterrorism
- Författningsskydd
- Säkerhetsskydd
- Personskydd

### Stödfunktioner
- Hotbildsanalys
- Spaning
- Dokumentation
- Internationella kontakter
- Teknik
- Personal
- Ekonomi

### Regional organisation
Säkerhetspolisen har verksamhet vid huvudkontoret i Solna och sju regionala kontor. De regionala enheterna arbetar främst med underrättelseinhämtning och hotreducering på uppdrag av huvudkontoret.
- Nord – Västernorrland, Jämtland, Västerbotten och Norrbotten, med kontor i Umeå.
- Mitt – Uppsala, Västmanland och Gävleborg, med kontor i Uppsala.
- Bergslagen – Dalarna, Värmland och Örebro, med kontor i Örebro.
- Öst – Jönköping, Södermanland och Östergötland, med kontor i Linköping och Norrköping.
- Väst – Halland och Västra Götaland, med kontor i Göteborg.
- Syd – Kronoberg, Kalmar, Blekinge och Skåne, med kontor i Malmö.
- Stockholm – Stockholm och Gotland, med verksamhet vid huvudkontoret i Solna.

## Uppgifter

### Kontraspionage
Säkerhetspolisen har som uppgift att bedriva kontraspionage. Bland annat arbetar man för att hindra flyktingspionage – främmande makters övervakning och attentat mot politiska motståndare i Sverige samt stävjande av främmade makters spionage mot högteknologisk industri.

### Kontraterrorism
Innebär att förebygga och avslöja terrorism som riktas mot Sverige eller utländska intressen i landet, terroristhandlingar i andra länder samt förekomsten av internationella terroristnätverks förgreningar i Sverige. 
För detta ändamål finns sedan 2005 Nationellt centrum för terrorhotbedömning (NCT) som "gör strategiska bedömningar av terrorhotet mot Sverige och svenska intressen samt analyser av händelser och omvärldsutveckling inom terrorism". Det är en permanent arbetsgrupp till Samverkansrådet mot terrorism. I NCT sitter representanter för både Militära underrättelse- och säkerhetstjänsten (MUST), Försvarets radioanstalt (FRA) och Säkerhetspolisen. Det mesta sköts från Säkerhetspolisens huvudkontor i Solna.

### Författningsskydd

#### Sektionen mot samhällshotande brottslighet
Sektionens arbete inriktas på de funktioner och system som anses särskilt skyddsvärda i en demokrati. Dit räknas den politiska beslutsprocessen, verkställandet av politiska beslut och fria media. Sektionen startade 2007 och gav ut sin första rapport 2008: Hot mot förtroendevalda, som behandlar hot mot förtroendevalda i kommuner och landsting. 

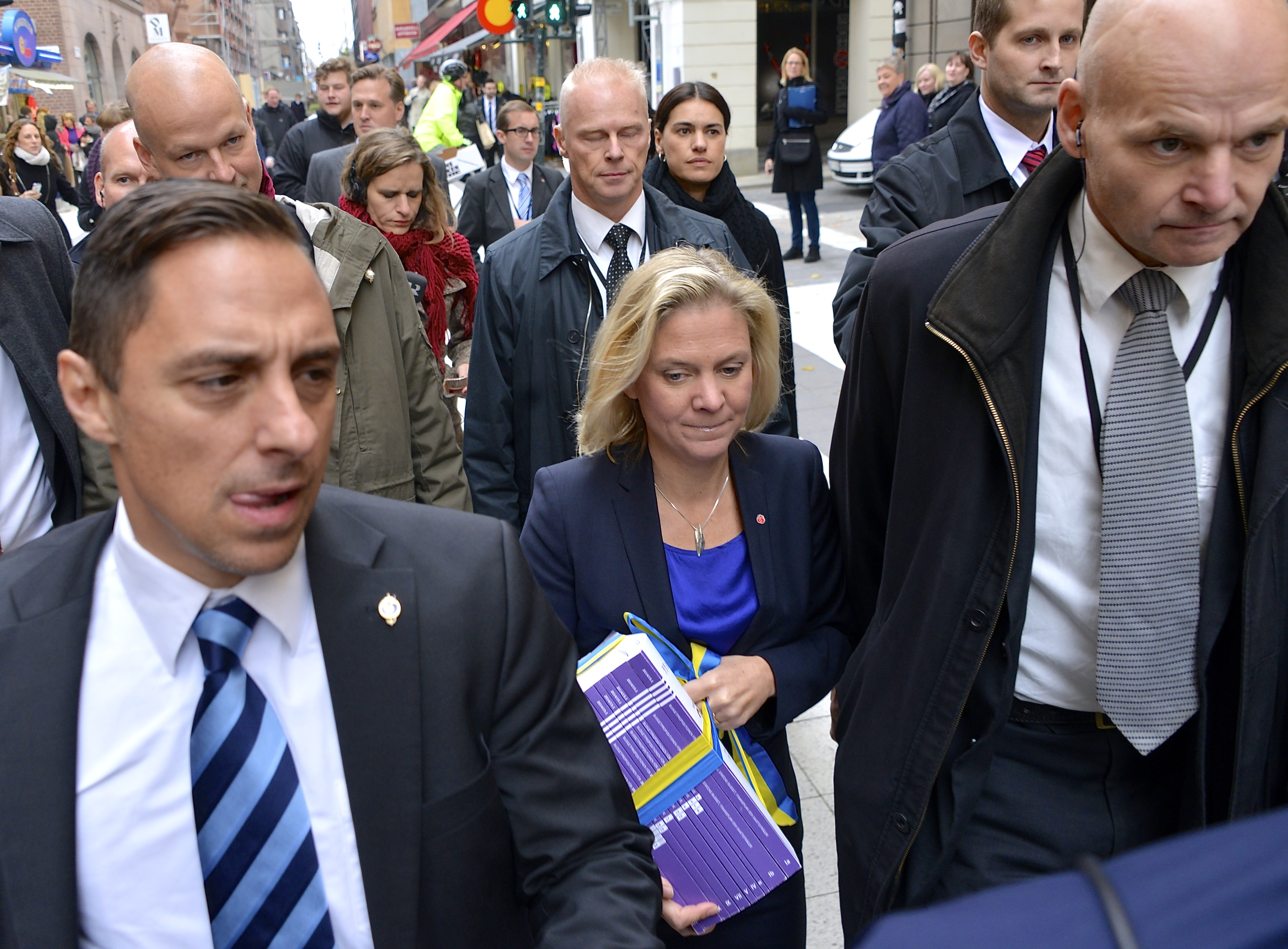
Finansminister Magdalena Andersson under budgetpromenaden till riksdagen, omgiven av säkerhetspoliser den 23 oktober 2014.

 Säkerhetsskydd avser skydd mot spioneri, sabotage och andra brott som kan hota rikets säkerhet.

### Personskydd
Säkerhetspolisen ansvarar för personskyddet av ledande personer såsom statsministern, statsråd, riksdagsledamöter, kungafamiljen samt utländska stats- och regeringschefer på besök i Sverige.

## Säpo och kontroversen kring åsiktsregistrering
Åsiktsregistrering på grundval av partitillhörighet eller medlemskap i politisk organisation förbjöds 1969 då det alltså inte längre var tillåtet för svensk säkerhetstjänst att registrera någon för att han eller hon var medlem i exempelvis VPK. I praxis kom dock detta att fortsätta. Säpo har på uppdrag av regeringen särskilt kontrollerat ett antal politiska organisationer på vänsterkanten som på sitt program haft att omstörta samhället samt ett antal organisationer ute på högerkanten som bland annat kunde misstänkas för olovlig kårverksamhet (BrB 18 kap 4 §). 
Aktiva medlemmar i vänstergrupperna skulle enligt bestämmelser för tillämpningen av Personalkontrollkungörelsen registreras av Säpo på grund av risken för att de i framtiden skulle kunna försöka sätta sina revolutionsplaner i verket. Vid händelse av nationell krissituation, exempelvis krig, skulle det vara lättare att uppsöka och oskadliggöra personerna. Konsekvenserna för den enskilde, den registrerade, var exempelvis nekad anställning inom "skyddsklassade arbeten" (400 000 inom olika företag och myndigheter). Att namn kontrolleras gentemot dessa register händer cirka 160 000 gånger per år.

### Övervakade partier och organisationer
Vilka organisationer det rört sig om var hemligt i över tre decennier. År 2003 avslöjades att den socialdemokratiska regeringen redan 1970, och även 1973, till Säpo givit föreskrifter som gällde SKP, Clarté, KFML(r), SKU(ml), SKS(ml), MLK, Revolutionära Marxisters Förbund, Förbundet Kommunist, men också högerextrema och nynazistiska organisationer som Nordiska rikspartiet, Nysvenska Rörelsen och Demokratisk Allians samt värnpliktsvägrarorganisationen PAX-VCO i Lund och den mer allmänna vänsterorganisationen Studerande för ett demokratiskt samhälle (SDS) – sammanlagt ett tjugotal organisationer.
Medlemmar i dessa fick registreras under vissa förutsättningar, till exempel om de intog en "ledande ställning". Endast "sedvanlig föreningsverksamhet" som att delta i möten skulle inte medföra registrering, vilket Säpo inte följt då det räckte med att förknippas på lösa grunder med organisationerna i fråga för att bli registrerad i vad Säpo kallade "arbetsanteckningar", ett register åtskiljt från det centrala registret, i vilket Säpo skrev om vilka som prenumererat på olika vänstertidningar och dylik information. Så sent som 1993 klassade regeringen under Carl Bildt förbundet Revolutionär Kommunistisk Ungdom som HT19-organisation, det vill säga som hörande till den typ av organisationer man skulle rikta "särskild uppmärksamhet åt". Detta har resulterat bland annat i flygövervakning av förbundets sommarläger i Tiveden. Relevant i sammanhanget är att det räckt med att vara medlem i ungdomsförbundet för att registreras. 
Under dryga tre decennier har ingen som helst grov brottslig verksamhet kunnat härledas av Säpo till någon av de bevakade vänsterorganisationerna. I fallet KFML(r) fann man tre fall av brott genom övervakningen av dess medlemmar och sympatisörer: undanhållande, dvs bondpermis, från det militära; olaga affischering; samt ett fall av våld mot tjänsteman. Kritiken mot denna åsiktsregistrering har varit mycket omfattande, särskilt då organisationerna varit öppna och uppbyggda enligt föreningsdemokratiska principer och inte har använt sig av militanta metoder i aktioner. Säpo skulle också registrera ledande medlemmar i enhetsfrontorganisationen De Förenade FNL-Grupperna (DFFG), "i den mån dessa fungerar som rekryteringsbas för KFML".
I registren finns också barn så unga som femton år, vars enda brott varit att engagera sig för ett slut på Vietnamkriget. I många fall har det räckt med att prenumerera på en tidning som Proletären eller ha varit vänsterpartist, för att bli registrerad. Människorättsaktivister som exempelvis åsiktsregistrerade Ingrid Segerstedt-Wiberg, journalist och folkpartistisk riksdagsledamot, är tillsammans med andra åsiktsregistrerade politiskt radikalare profiler som Bengt Frejd engagerade i frågan om Säpo-arkivens öppnande.

### Efterverkningar
Sverige fälldes i Europadomstolen för brott mot europakonventionen i och med formen för denna registrering, vilken har varit gravt integritetskränkande för de drabbade. Justitiekanslern (JK) Hans Stark fick år 1988 i uppdrag att undersöka om Säpo ägnade sig åt olaglig åsiktsregistrering eftersom uppgifter om detta läckt ut till pressen. I sin rapport hade han inga anmärkningar på verksamheten men i en hemlig del av rapporten konstaterar han att en svensk medborgare registrerats för att ha prenumererat på Proletären. Före detta Säpo-chefen Mats Börjesson ansåg i efterhand verksamheten vara olaglig. Även Säpos egna jurister anser att "anteckningarna måste anses strida mot grundlagens regel om politisk registrering och även mot den specialreglering som gäller för Säpos register".
Säkerhetstjänstkommissionen har konstaterat i en rapport att "det även i dag finns en påtaglig risk för att förbudet mot åsiktsregistrering överträds i samband med övervakning av personer verksamma i politiska ytterlighetsgrupperingar."

## Kontraspionage
Den viktigaste uppgiften för Säkerhetspolisen har i alla år varit att försöka "förhindra och uppdaga" spionage och olovlig underrättelseverksamhet. Vid tiden för andra världskriget ägnades många års spaningsverksamhet mot olika misstänkta individer. Problemet är när en individ väl har värvats av främmande makt förvandlas kontakten mellan spionen och dennes handledare till att bli i det närmaste helt osynlig. Instruktionerna tas emot via radio och resultatet skickas med post till en utländsk adress eller läggs i ett dolt utrymme som de bägge konspiratörerna kommit överens om på förhand. Med denna metod är det oerhört svårt att komma åt utländskt spionage, men det var en teknik som användes långt in på 1970-talet. 
Efter gripandet av Stig Bergling ändrade Säpo sina arbetsmetoder. Istället för att "uppdaga" redan begångna brott försökte man "förhindra" att brotten över huvud taget ägde rum – man försökte förhindra och avbryta utländska underrättelseofficerares försöka att värva svenskar som agenter och spioner. Det medförde att dussintals sovjetiska och östeuropeiska underrättelseofficerare utvisades från Sverige, att ytterligare ett antal förklarades persona non grata och uppemot ett hundratal hindrades av UD och Invandrarverket att resa in i Sverige under årtiondet innan Warszawapaktens och Sovjetunionens upplösning. Statistik över publika utvisningar av sovjetiska spioner från 1980-talet visar att Sverige stod för 12,5 procent av alla dessa utvisningar, vilket var den högsta siffran i världen.

## Kritik mot Säpo
Under historien har Säpo fått kritik för att vara en högervriden organisation utan demokratisk insyn. En av Säpos mest välkända kritiker är journalisten och författaren Jan Guillou som attackerat organisationen både i kolumner och romaner. Hans kritik har på senare år bemötts av Säkerhetspolisen och kallats resultatet av en djup okunnighet [...] eller helt enkelt framfört mot bättre vetande. År 1969 anklagades Säpos dåvarande chef Per-Gunnar Vinge för att ha sagt att han trodde att viss information kunde läcka ut eftersom Olof Palme var aktiv i rörelsen mot Vietnamkriget, och att Vinge menade att han inte kunde samarbeta med den socialdemokratiska regeringen. Vinge har tillbakavisat att han skulle ha sagt detta, och behandlar frågan utförligt i sina memoarer Säpochef 1962–70 (1988). 
I samband med att Dagens Nyheter 2012 inlett en granskning av representationskostnader inom offentligt finansierade verksamheter uppmärksammades att Säpo i juni 2011 utan upphandling hållit en påkostad fest med James Bond-tema för 5,3 miljoner kronor och därefter felaktigt krävt tillbaka stora belopp i moms. Många medarbetare valde att inte gå på festen efter missnöje med Anders Danielssons omorganiseringar och besparingar.

## Säpochefer
Chefer för Säkerhetspolisen från den 1 juli 1964:

- 1964–1970: P.G. Vinge
- 1970–1976: Hans Holmér
- 1976–1987: Sven-Åke Hjälmroth
- 1987−1989: Sune Sandström

Generaldirektörer för Säkerhetspolisen från den 1 oktober 1989:

- 1989–1994: Mats Börjesson
- 1994–1999: Anders Eriksson
- 2000–2003: Jan Danielsson
- 2004–2007: Klas Bergenstrand
- 2007–2012: Anders Danielsson
- 2012–2018: Anders Thornberg
- 2018–2021: Klas Friberg
- 2021–idag: Charlotte von Essen

## Heraldiskt vapen
I blått fält en fackla från vilken fyra eklöv utgår, allt av guld. Skölden lagd över 
två korsade spöknippen av guld och krönt med kunglig krona.

## Säkerhetspolisens uppgifter i krig
Säkerhetspolisen (Säpo) har en central roll i att skydda Sveriges säkerhet under krig eller höjd beredskap. Deras huvudsakliga uppgifter inkluderar:
Kontraspionage: Säpo arbetar för att förebygga och avslöja spioneri och annan olovlig underrättelseverksamhet som riktar sig mot Sverige och svenska intressen.
Kontraterrorism: Myndigheten ansvarar för att motverka terrorism och våldsbejakande extremism genom att identifiera och förhindra terrorhot mot Sverige eller utländska intressen i landet.
Författningsskydd: Säpo motverkar verksamhet som syftar till att påverka det demokratiska statsskickets funktioner genom trakasserier, hot, våld, tvång eller korruption.
Personskydd: Myndigheten ansvarar för att skydda den centrala statsledningen, inklusive regeringen och riksdagen, samt andra nyckelpersoner.
Säkerhetsskydd: Säpo arbetar för att skydda känslig och säkerhetsklassad information från att hamna i orätta händer, särskilt under krig eller höjd beredskap.
Motverka påverkansoperationer: Myndigheten identifierar och motverkar spridning av desinformation och propaganda från främmande makter som syftar till att undergräva Sveriges motståndskraft.
Genom dessa åtgärder bidrar Säkerhetspolisen till att upprätthålla Sveriges säkerhet och skydda nationens intressen under krig och kriser. SÄPO:s uppgifter under krig är omfattande och varierar från att bekämpa spionage och sabotage till att skydda den demokratiska statsledningen och kritisk infrastruktur. Deras arbete är avgörande för att säkerställa Sveriges motståndskraft och säkerhet, både på det fysiska och det psykologiska planet.